# Chinees Nieuw Links
Chinees Nieuw Links is een term die in de Volksrepubliek China wordt gebruikt om een verscheidenheid aan linkse politieke filosofieën aan te duiden die in de jaren negentig zijn ontstaan en die kritisch staan tegenover de economische hervormingen onder Deng Xiaoping, die de nadruk legden op liberalisering van de markt en privatisering om economische groei en modernisering te bevorderen. De Chinese academicus Wang Hui brengt de opkomst van Nieuw Links in verband met de financiële crisis van 1997 en de Amerikaanse bomaanslag op de Chinese ambassade in Belgrado in 1999, die de geloofwaardigheid van het liberalisme in China aantastte, en met het Tiananmenprotest van 1989.
De relatie van Nieuw Links met het maoïsme en het kapitalisme is gecompliceerd. Hoewel sommige stromingen suggereren dat Nieuw Links de terugkeer wil naar de massale politieke bewegingen van het Mao Zedong tijdperk en het kapitalisme wil verlaten, geloven anderen dat het de open markten van het kapitalisme combineert met socialistische elementen, vooral op het Chinese platteland.

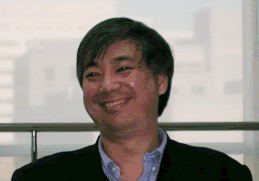
Cui Zhiyuan is de eerste die China's "Nieuw Links" wordt genoemd.

De term werd voor het eerst gebruikt door de Chinese journalist Yang Ping, die in het nummer van 21 juli 1994 van de Beijing Jeugd Dagblad een recensie publiceerde over Cui Zhiyuan's artikel "Nieuwe evolutie, analytisch marxisme, kritisch recht en China's realiteit", waarin hij opmerkte dat China zijn eigen "Nieuw Links" had voortgebracht.